# Superliga de Albania 2025-26
La Superliga de Albania 2025-26 (oficialmente y en albanés: Kategoria Superiore 2025-26) es la 87.ª edición de la máxima categoría de fútbol de Albania. Es organizada por la Federación Albanesa de Fútbol y es disputada por 10 equipos. Comenzará en agosto de 2025 y finalizará en mayo de 2026.

## Formato
Los diez equipos participantes jugarán entre sí todos contra todos cuatro veces totalizando 36 partidos cada uno, al término de la fecha 36 los primeros cuatro clasificados obtendrán su pase a la ronda de definición del campeonato, conocida como Final a cuatro.
En la denominada Final a cuatro los clubes clasificados disputarán dos llaves eliminatorias, el equipo que gane sus dos partidos será proclamado campeón de la Superliga y obtendrá una plaza en la Primera ronda de la Liga de Campeones 2026-27, mientras que el perdedor de la final y el ganador del partido por el tercer puesto conseguirán un cupo para la Primera ronda de la Liga Conferencia 2026-27. Todos los encuentros serán disputados en una sede neutral.
Por otro lado los dos últimos clasificados de la fase regular descenderán a la Kategoria e Parë 2026-27, mientras que el octavo clasificado jugará el Play-off de relegación contra el tercer clasificado de la Kategoria e Parë 2025-26 para determinar cual de los dos jugará en la Superliga 2026-27.
Un tercer cupo para la Primera ronda de la Liga Conferencia 2026-27 será asignado al campeón de la Copa de Albania.

## Ascensos y descensos
| Pos. | Descendidos de Superliga de Albania 2024-25 |
| ---- | ------------------------------------------- |
| 9.º  | Skënderbeu                                  |
| 10.º | Laçi                                        |

| Pos. | Ascendidos de Kategoria e Parë 2024-25 |
| ---- | -------------------------------------- |
| 1.º  | FK Vora                                |
| 2.º  | Flamurtari                             |

## Localización
| Tirana  | 5 | Dinamo Tirana, Egnatia, FK Vora, Partizan y Tirana | Bylis Dinamo Egnatia Elbasani Flamurtari Partizani Teuta Tirana FK Vora Vllaznia |
| Durrës  | 1 | Teuta Durrës                                       | Bylis Dinamo Egnatia Elbasani Flamurtari Partizani Teuta Tirana FK Vora Vllaznia |
| Elbasan | 1 | Elbasani                                           | Bylis Dinamo Egnatia Elbasani Flamurtari Partizani Teuta Tirana FK Vora Vllaznia |
| Fier    | 1 | Bylis                                              | Bylis Dinamo Egnatia Elbasani Flamurtari Partizani Teuta Tirana FK Vora Vllaznia |
| Vlorë   | 1 | Flamurtari                                         | Bylis Dinamo Egnatia Elbasani Flamurtari Partizani Teuta Tirana FK Vora Vllaznia |
| Shkodër | 1 | Vllaznia                                           | Bylis Dinamo Egnatia Elbasani Flamurtari Partizani Teuta Tirana FK Vora Vllaznia |

### Información de los clubes
| Equipo        | Ciudad     | Estadio                 | Capacidad |
| ------------- | ---------- | ----------------------- | --------- |
| Bylis         | Ballsh     | Estadio Adush Muça      | 6.500     |
| Dinamo Tirana | Tirana     | Stadiumi Niko Dovana    | 12.040    |
| Egnatia       | Rrogozhinë | Estadio Rrogozhinë      | 4.000     |
| Elbasani      | Elbasan    | Elbasan Arena           | 12.800    |
| FK Vora       | Vorë       | Vora Stadion            | 4.000     |
| Flamurtari    | Vlorë      | Estadio Flamurtari      | 13.000    |
| Partizani     | Tirana     | Partizani Complex       | 4.500     |
| Teuta         | Durrës     | Niko Dovana Stadium     | 12.040    |
| Tirana        | Tirana     | Selman Stërmasi Stadium | 9.500     |
| Vllaznia      | Shkodër    | Loro Boriçi Stadium     | 16.000    |

## Tabla de posiciones
| Pos. | Equipo        | Pts. | PJ | G | E | P | GF | GC | Dif. | Clasificación_descenso      |
| ---- | ------------- | ---- | -- | - | - | - | -- | -- | ---- | --------------------------- |
| 1    | Bylis         | 0    | 0  | 0 | 0 | 0 | 0  | 0  | 0    | Final a cuatro              |
| 2    | Dinamo Tirana | 0    | 0  | 0 | 0 | 0 | 0  | 0  | 0    | Final a cuatro              |
| 3    | Elbasani      | 0    | 0  | 0 | 0 | 0 | 0  | 0  | 0    | Final a cuatro              |
| 4    | Egnatia       | 0    | 0  | 0 | 0 | 0 | 0  | 0  | 0    | Final a cuatro              |
| 5    | FK Vora       | 0    | 0  | 0 | 0 | 0 | 0  | 0  | 0    |                             |
| 6    | Flamurtari    | 0    | 0  | 0 | 0 | 0 | 0  | 0  | 0    |                             |
| 7    | Partizani     | 0    | 0  | 0 | 0 | 0 | 0  | 0  | 0    |                             |
| 8    | Teuta         | 0    | 0  | 0 | 0 | 0 | 0  | 0  | 0    | Promoción de descenso       |
| 9    | Tirana        | 0    | 0  | 0 | 0 | 0 | 0  | 0  | 0    | Descenso a Kategoria e Parë |
| 10   | Vllaznia      | 0    | 0  | 0 | 0 | 0 | 0  | 0  | 0    | Descenso a Kategoria e Parë |

Actualizado a los partidos jugados el 19 de junio de 2025.
 Fuente: Soccerway
Criterios de clasificación: 1) Puntos; 2) Puntos entre sí; 3) Diferencia de gol entre sí; 4) Goles marcados entre sí; 5) Diferencia de gol; 6) Goles marcados; 7) Sorteo.

## Resultados
| Local \ Visitante | BYL | DIN | ELB | EGN | FKV | FLA | PAR | TEU | TIR | VLL |
| ----------------- | --- | --- | --- | --- | --- | --- | --- | --- | --- | --- |
| Bylis             | —   |     |     |     |     |     |     |     |     |     |
| Dinamo Tirana     |     | —   |     |     |     |     |     |     | .   |     |
| Elbasani          |     |     | —   |     |     |     |     |     |     |     |
| Egnatia           |     |     |     | —   |     |     |     |     |     |     |
| FK Vora           |     |     |     |     | —   |     |     |     |     |     |
| Flamurtari        |     |     |     |     |     | —   |     |     |     |     |
| Partizani         |     |     |     |     |     |     | —   |     | .   |     |
| Teuta             |     |     |     |     |     |     |     | —   |     |     |
| Tirana            |     | .   |     |     |     |     | .   |     | —   | .   |
| Vllaznia          |     |     |     |     |     |     |     |     | .   | —   |

| Local \ Visitante | BYL | DIN | ELB | EGN | FKV | PAR | SKE | TEU | TIR | VLL |
| ----------------- | --- | --- | --- | --- | --- | --- | --- | --- | --- | --- |
| Bylis             | —   |     |     |     |     |     |     |     |     |     |
| Dinamo Tirana     |     | —   |     |     |     |     |     |     | .   |     |
| Elbasani          |     |     | —   |     |     |     |     |     |     |     |
| Egnatia           |     |     |     | —   |     |     |     |     |     |     |
| FK Vora           |     |     |     |     | —   |     |     |     |     |     |
| Partizani         |     |     |     |     |     | —   |     |     | .   |     |
| Skënderbeu        |     |     |     |     |     |     | —   |     |     |     |
| Teuta             |     |     |     |     |     |     |     | —   |     |     |
| Tirana            |     | .   |     |     |     | .   |     |     | —   | .   |
| Vllaznia          |     |     |     |     |     |     |     |     | .   | —   |

## Final a cuatro
Los equipos que finalizaron primero al cuarto participaron en la final a cuatro para definir el campeón
|  | Semifinales | Semifinales |  |             | Final        | Final |  |
|  |             |             |  |             |              |       |  |
|  |             |             |  |             |              |       |  |
|  | Por definir |             |  |             |              |       |  |
|  |             |             |  |             |              |       |  |
|  |             |             |  |             |              |       |  |
|  |             |             |  |             |              |       |  |
|  |             |             |  |             | Por definir  |       |  |
|  |             |             |  |             |              |       |  |
|  |             |             |  |             |              |       |  |
|  |             |             |  |             |              |       |  |
|  |             |             |  |             |              |       |  |
|  |             |             |  |             | Tercer lugar |       |  |
|  | Por definir | Por definir |  | Por definir | Por definir  |       |  |
|  |             |             |  |             |              |       |  |
|  |             |             |  |             |              |       |  |

## Play-off de relegación
|  |  | vs. |